# Valea Mare (Covasna)
Valea Mare es una comuna ubicada en el distrito de Covasna, Rumania.

## Superficie
Posee una superficie de 17,83 kilómetros cuadrados.

## Demografía
Hasta 2021 la población era de 1066 habitantes, con una densidad de población de 59,79 habitantes por kilómetro cuadrado.